# Amphitheriidae
De Amphitheriidae zijn een familie van uitgestorven zoogdieren uit het Mesozoïcum die beperkt zijn tot het Midden-Jura van Groot-Brittannië, met onbepaalde leden die mogelijk ook bekend zijn van de even oude Itat-formatie in Siberië en de Anoual-formatie van Marokko. Ze waren leden van Cladotheria, meer afgeleid dan leden van Dryolestida, en vormden een nauwe verwantschap met Peramuridae. Amphitheriidae is de enige familie van de orde Amphitheriida.
Typisch hadden leden van deze groep vijf premolaren en zes molariformen in de onderkaak. Het trigonide was goed ontwikkeld, gevolgd door een veel lager kamvormig  talonide met één knobbel. De taloniden op de molariformen waren relatief groot, een afgeleid kenmerk. De bovenste molariformen hebben geen protocoon. Ze hebben een driehoekige structuur met een paracoon aan de tongzijde, een metacoon die meer in het midden ligt en een parastyle, stylocoon en metastyle aan de wangzijde. Hun gebit vormt zo een overgang naar de tribosfene structuur bij latere groepen.